# Едіт Мозер
Едіт «Діта» Мозер (Edith "Ditha" Moser; 1883–1969) — австрійська художниця та впливовий член художньої групи Віденська сецесія.

## Раннє життя
Едіт Мозер народилася в 1883 році як Едіт Маутнер фон Мархоф у багатій австрійській промисловій родині. З 1902 року до 1905 року вона навчалася в Академії прикладного мистецтва у Відні в якості запрошеного студента у Йозефа Гофмана. У 1905 році вона вийшла заміж за віденського художника Коломана Мозера, і вони залишалися одруженими до його смерті в 1918 році.

## Кар'єра
Разом із чоловіком, колишнім професором та іншими відомими художниками, такими як Густав Клімт, Мозер брала участь у Віденській сецесії . Наприкінці 1800-х років світ побачив нові мистецькі тенденції, що включали прогресивну теорію дизайну, яка представляла себе в різних рухах та стилях у різних країнах. Коли сучасний світ рухався вперед, художники бажали нових способів як висловитись, так і відмовитись від цих змін. У Відні, який став провідним містом для цих нових художніх стилів, це з’явилося у Віденській сецесії, де багато провідних художників того часу шукали нове місце, де могли б виставляти та досліджувати свої роботи подалі від Академії образотворчих мистецтв (врешті-решт, будівля сецесії). Художники руху хотіли повернути твори мистецтва до повсякденного життя і переробляли свої роботи на нових технологіях виготовлення.
Для подальшого їх руху Мозер допомогла чоловікові створити нову групу, відому як Wiener Werksätte буквально означає «Віденська майстерня», де художники сецесії могли співпрацювати над їх роботами. Вони стали популярними серед заможної клієнтської групи у Відні, якій сподобались їх сучасні предмети. Однак їх спроби розширити майстерню в інших містах (таких як Цюрих, Берлін і навіть Нью-Йорк) зазнали невдачі, і після того, як майстерня все більше втрачала актуальність, вона закрилася в 1932 р.
Багато художніх творів Мозера дотримувалися тих самих тем, що й Wiener Werksätte, створюючи власні менші об'єкти. Вона почала виробляти роботи, створюючи календарі як новорічні подарунки для друзів. Вона часто включала образи з власного сімейного життя, як це видно в одній колоді карт Таро, де вона включала подібності членів власної родини, щоб зобразити сімейну історію, де всі одягалися як різні карти таро на річницю сімейного весілля. Вона також виявляла прихильність до іграшкових солдатів у своїх картах таро, а також біблійних та міфологічних темах.
Її робота в Jugendstil стилі ( що означає «молодіжний стиль»), який був німецьким еквівалентом модерну, вплинув на багатьох членів Віденського Сецессіона.  Це видно з використання простих форм та прямих ліній.
Незважаючи на те, що вона зарекомендувала себе як графічного дизайнера, її роботи все ще були відносно обмеженими, і не так багато їх залишилося. Після першої світової війни вона повністю припинила випуск творів. Померла у 86-річному віці.